# 蕭昺
蕭昺（477年—523年），后世因避讳李昞将他改名景，字子昭，南朝梁宗室。蕭崇之長子，母為吳平國太夫人毛氏。

## 生平
齊明帝建武年間，蕭昺出任晉安王國左常侍，後遷任永寧令、驃騎行參軍、步兵校尉。齊和帝中興元年（501年），蕭衍攻克建康，以蕭昺為寧朔將軍，行南兗州軍事，次年正月遷任督南兗州諸軍事、輔國將軍，監南兗州。
梁武帝天監元年（502年），封吳平縣開國侯，食邑一千戶，出任使持節、都督南北兗青冀四州諸軍事、冠軍將軍、南兗州刺史，在州有能名。天監四年（505年），南梁北伐北魏，蕭昺帥眾出淮陽，進屠宿預。天監五年（506年），班師回朝，蕭昺擔任太子右衛率，後遷任輔國將軍、衛尉卿。天監七年（508年）春，遷任左驍騎將軍，兼領軍將軍，不久外任使持節、督雍梁南北秦郢州之竟陵司州之隋郡諸軍事、信武將軍、寧蠻校尉、雍州刺史。天監八年（509年），蕭昺大破北魏荊州刺史元志，斬首萬餘人。
天監十一年（512年），徵還建康，擔任右衛將軍、領石頭戍軍事。天監十二年（513年），出任使持節、督南北兗北徐青冀五州諸軍事、信威將軍、南兗州刺史。
天監十三年（514年）六月，徵還建康，擔任領軍將軍，直殿省。天監十五年（516年），加侍中。天監十七年（518年）五月，遷任安右將軍，監揚州。普通元年（520年）正月，出任使持節、散騎常侍、都督郢司霍三州諸軍事、安西將軍、郢州刺史，給鼓吹一部。
普通四年（523年），蕭昺在任上去世，享年四十七歲，追贈侍中、中撫軍、開府儀同三司，諡為忠。長子蕭勱襲爵。

## 墓葬
蕭昺墓石刻位于今江苏省南京市栖霞区栖霞街道甘家巷社区西，地表上现存石辟邪一、神道柱一，柱额上刻二十三字“梁故侍中中撫將軍開府儀同三司吳平忠侯蕭公之神道”。

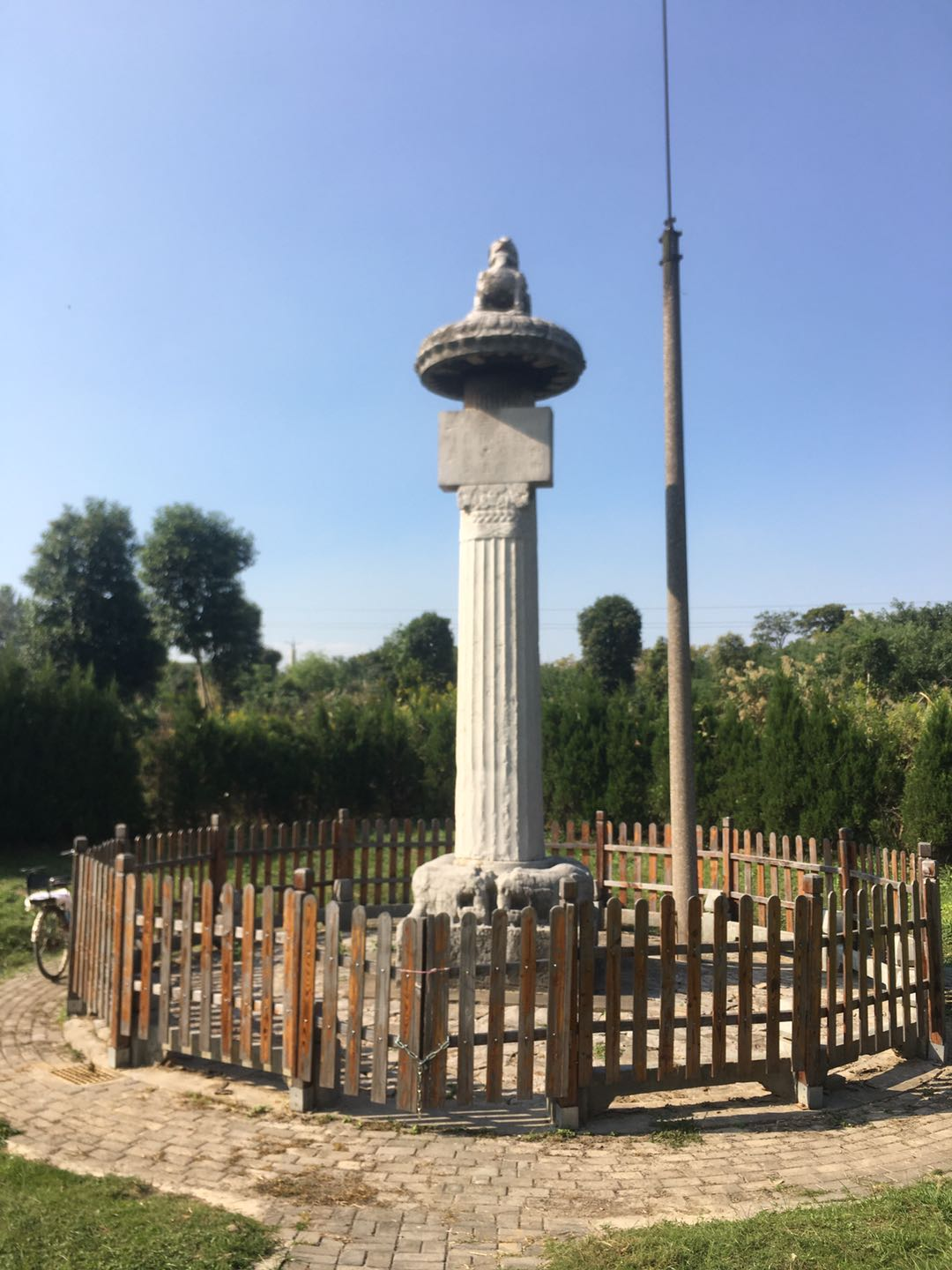
蕭昺墓神道石柱（甘家巷）

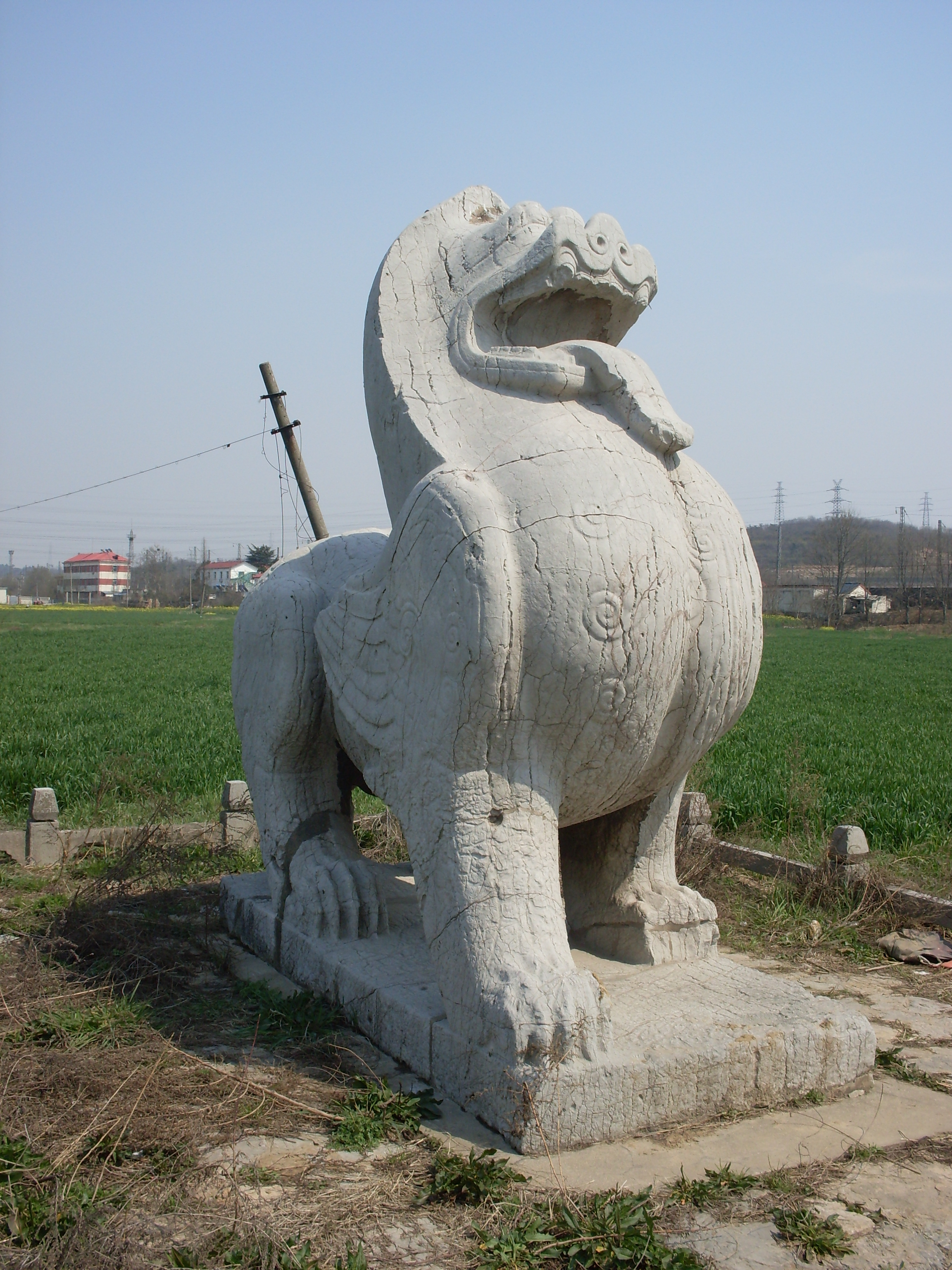
蕭昺墓石辟邪（甘家巷）

栖霞区尧化街道北家边另有一處南梁宗室墓石刻，發現於1978年，殘存神道石柱兩件，柱额上可辨識“梁故侍中中撫”六字。與之對應的老米荡南朝墓（石刻以北約1千米處）出土有人骨、四方墓誌等。王志高結合石柱殘文、墓誌殘文、人骨年齡等信息判定墓主為蕭昺，並推測甘家巷石刻為初葬時所造，因蕭昺之子蕭勸、蕭勉謀誅侯景而被毀，北家边石刻及老米荡南朝墓與侯景之亂平定後遷葬有關。做为南京南朝陵墓石刻之一，列入全国重点文物保护单位。

## 家庭

### 妻
- 琅邪王氏，吳平侯夫人，卒於天監十五年（516年）至十七年（518年）間。[7]

### 子
- 長子[8]：吳平光侯蕭勱
- 子：西鄉侯蕭勸
- 子：東鄉侯蕭勉
- 第九子[8]：曲江鄉侯蕭勃

### 女
- 長女：蕭寶□，永泰元年（498年）卒，葬岩山。
- 第二女：蕭寶□，吳平侯夫人卒時十五歲，嫁徐孝嗣之孫、侍中徐□之子。
- 第三女：蕭寶□，吳平侯夫人卒時十四歲，嫁王秀之之孫、侍中王某之子。
- 第四女：蕭寶□，嫁吏部尚書某之孫、太子中庶子某之子。
- 第五女：蕭寶銘，吳平侯夫人卒時十三歲，嫁袁昂之子。
- 第六女：蕭寶□，吳平侯夫人卒時九歲，嫁琅邪人侍中某之子。
- 第七女：蕭寶□
- 第八女：蕭寶□，吳平侯夫人卒時六歲。
- 第九女：蕭寶□，吳平侯夫人卒時六歲。
- 第十女：蕭寶□，吳平侯夫人卒時四歲。
- 第十一女：蕭寶□，吳平侯夫人卒時三歲。[7]
- 某女：嫁南徐州迎主簿江紑。[8]

## 延伸阅读
[在维基数据编辑]
 《梁書/卷24》，出自姚思廉《梁書》
 《南史·卷51》，出自李延壽《南史》
 在维基共享资源阅览影像